# United States Fish and Wildlife Service
United States Fish and Wildlife Service (förkortningar: USFWS eller FWS) är en amerikansk federal myndighet som ingår i USA:s inrikesdepartement. Myndigheten ansvarar bland annat för miljöbevarande och bevarandet av landets artrikedom.

## Bakgrund
Myndigheten bildades 1940 genom en sammanslagning av Bureau of Fisheries (bildad 1871) och Bureau of Biological Survey (bildad 1885).

## Organisation
Organisationen förvaltar till exempel (ofta i samarbete med andra institutioner) över 520 naturreservat som kallas National Wildlife Refuges.
USFWS har cirka 70 akvakulturer för att odla fiskar. Dessa fiskar friges sedan i vattendrag som blev av med sina fiskpopulationer på grund av byggprojekt. En del arter odlas för att öka flodernas och insjöarnas bestånd av åtråvärda byten för hobbyfiskare.
För USFWS arbetar ungefär 120 wildlife inspectors vid USA:s gränser eller på flygplatser och kontrollerar att inga förbjudna djurarter införs. Dessutom finns 260 specialagenter som spanar efter illegal handel med djur- eller växtarter.
En särskild enhet av USFWS är National Eagle Repository. Alla i USA upphittade döda individer av vithövdad havsörn och kungsörn måste skickas till denna enhet. Örnarna lämnas sedan uteslutande åt indianer för kulturella ändamål. För närvarande ligger väntetiden för en vithövdad havsörn på 3,5 år.